# Kindertagesförderungsgesetz (Berlin)
Das Kindertagesförderungsgesetz (KitaFöG) des Landes Berlin ist am 1. August 2005 in Kraft getreten und regelt die Kindertagesbetreuung in Berlin. Der vollständige Name lautet Gesetz zur Förderung von Kindern in Tageseinrichtungen und Kindertagespflege.
Die Rahmenbedingungen der Kindertagesbetreuung werden im SGB VIII (Kinder- und Jugendhilfe) geregelt. Das SGB VIII ist Bundesrecht und gilt für alle Kindertageseinrichtungen und Kindertagespflegestellen in Deutschland. Der Dritte Abschnitt des SGB VIII (§§ 22 bis 26) befasst sich hiermit ausführlich. Gem. § 26 SGB VIII soll das Nähere über Inhalt und Umfang der Kindertagesbetreuung durch das Landesrecht geregelt werden. Dementsprechend gibt es für jedes Bundesland ein eigenes Gesetz zum Kindertagesbetreuungsrecht. In Berlin heißt dieses Gesetz: Kindertagesförderungsgesetz – KitaFöG – vom 23. Juni 2005 (GVBl. S. 322).
Über das Bundesrecht hinaus haben in Berlin alle Kinder ab dem vollendeten ersten Lebensjahr einen Anspruch auf Teilzeitförderung.
Das KitaFöG gilt für Tageseinrichtungen, also Kindertagesstätten, Eltern-Initiativ-Kindertagesstätten und Eltern-Kind-Gruppen, und Kindertagespflegestellen in Berlin.
In dem Gesetz werden im Einzelnen die Aufgaben und Ziele der Förderung (§§ 1 – 3 KitaFöG), der Anspruch auf einen Platz in der Tageseinrichtung (§ 4 KitaFöG) sowie das Anmeldeverfahren und die Bedarfsprüfung für einen Platz (§ 7 KitaFöG), der Betreuungsvertrag (§ 16 KitaFöG), die Ausstattung der Tageseinrichtungen und die Qualitätsentwicklung (§§ 10 bis 13 KitaFöG), die Elternbeteiligung (§ 14 KitaFöG), die Kindertagespflege (§§ 17, 18 KitaFöG) sowie die Finanzierung der Tageseinrichtungen (§§ 21 – 26 KitaFöG) geregelt.
In welchem Umfang sich das Kind und die Eltern an den Kosten der Inanspruchnahme der Förderung in einer Tageseinrichtung zu beteiligen haben, ist in einem gesonderten Gesetz geregelt. Das Gesetz heißt: Tagesbetreuungskostenbeteiligungsgesetz – TKBG. Die Höhe der Kostenbeteiligung ist abhängig vom Einkommen der Eltern des geförderten Kindes.
Ab 1. Januar 2007 sieht das TKBG eine im letzten Jahr vor Beginn der regelmäßigen Schulpflicht kostenfreie Betreuung vor (§ 3 Abs. 5 TKBG).
Zur Ausgestaltung des KitaFöG wurde inzwischen eine Verordnung erlassen (VOKitaFöG). In der VOKitaFöG wird das Anmeldeverfahren für einen Platz in einer Tageseinrichtung sowie die Feststellung des Bedarfs genau beschrieben. Wird ein Bedarf an Förderung in einer Tageseinrichtung festgestellt, erteilt das zuständige Jugendamt einen sog. Gutschein an die Eltern (§ 5 VOKitaFöG).
Die VOKitaFöG enthält neben den Fragen der Bedarfsfeststellung noch Vorschriften zur Personalausstattung der Tageseinrichtung.
Mit dem neuen KitaFöG zum 1. August 2005 wurde die bisherige Hortbetreuung von Kindern im Grundschulalter an die Schulen überführt. Voraussetzung für die Hortbetreuung an den Grundschulen ist auch hier die Feststellung eines Betreuungsbedarfs, (vgl. § 19 Abs. 6 Schulgesetz für das Land Berlin (SchulG), das auf das KitaFöG verweist). Wird die Hortbetreuung nicht als schulisches Angebot der Schule selbst durchgeführt, kann eine Bereitstellung von Betreuungsplätzen durch Träger der freien Jugendhilfe erfolgen.